# No taxation without representation
No taxation without representation ("nessuna tassazione senza rappresentanza" in inglese) è uno slogan politico utilizzato durante la rivoluzione americana (1765 – 1783) con cui le Tredici colonie esprimevano il loro malcontento nei confronti del Regno di Gran Bretagna. I coloni americani ritenevano di non essere rappresentati dal lontano Regno Unito, e che tutte le tasse loro imposte dagli inglesi (come, per esempio, lo Stamp Act e i Townshend Acts) fossero incostituzionali e costituissero una negazione dei diritti in quanto inglesi di origine.
La frase No taxation without representation venne usata per la prima volta sulla prima pagina di un volume del London Magazine, uscito durante il mese di febbraio del 1768, e dedicato a un discorso su un disegno di legge inerente al potere che deteneva il Regno Unito sulle colonie tenuto da Charles Pratt, I conte Camden nel parlamento britannico.
La convinzione, secondo cui il governo non dovesse tassare una popolazione a meno che quella popolazione non fosse rappresentata politicamente, aveva già avuto dei precedenti storici. Durante la guerra civile inglese (1642 – 1651), infatti, il parlamentare John Hampden si rifiutò di pagare le tasse destinate alla flotta da guerra.